# Lista de séries do Aqui Portugal
Esta é uma lista de séries exibidas do programa da RTP, Aqui Portugal.

## 2019
| Data                    | Localidade e Feira/Festa                                     | Apresentadores                                                                                      |
| ----------------------- | ------------------------------------------------------------ | --------------------------------------------------------------------------------------------------- |
| 5 de janeiro de 2019    | Espinho - Cidade Encantada                                   | Hélder Reis, Joana Teles e Catarina Camacho                                                         |
| 12 de janeiro de 2019   | Setúbal                                                      | Hélder Reis, Joana Teles e Catarina Camacho                                                         |
| 19 de janeiro de 2019   | Moita                                                        | Hélder Reis, Joana Teles e Vanessa Oliveira                                                         |
| 26 de janeiro de 2019   | Elvas                                                        | Hélder Reis, Joana Teles e Catarina Camacho                                                         |
| 2 de fevereiro de 2019  | Mora - Mês das Migas                                         | Hélder Reis, Joana Teles e Catarina Camacho                                                         |
| 9 de fevereiro de 2019  | Penacova - Festival da Lampreia                              | Hélder Reis, Joana Teles e Catarina Camacho                                                         |
| 16 de fevereiro de 2019 | Silves - 3.ª Mostra Silves Capital da Laranja                | Hélder Reis, Joana Teles e Tiago Góes Ferreira                                                      |
| 23 de fevereiro de 2019 | Lousada - Festival Internacional de Camélias                 | Hélder Reis, Joana Teles e Catarina Camacho                                                         |
| 2 de março de 2019      | Sesimbra - Festa de Carnaval                                 | Hélder Reis, Joana Teles e Catarina Camacho                                                         |
| 9 de março de 2019      | Salvaterra de Magos - Mês da Enguia                          | Hélder Reis, Joana Teles e Rita Belinha                                                             |
| 16 de março de 2019     | Montemor-o-Velho - Festival do Arroz e da Lampreia           | Hélder Reis, Joana Teles e Catarina Camacho                                                         |
| 23 de março de 2019     | São João da Madeira                                          | Hélder Reis, Joana Teles e Catarina Camacho                                                         |
| 30 de março de 2019     | Rio Maior - Feira das Tasquinhas                             | Hélder Reis, Joana Teles e José Carlos Malato                                                       |
| 6 de abril de 2019      | Portimão - Cidade Europeia do Desporto                       | Hélder Reis, Joana Teles e Catarina Camacho                                                         |
| 13 de abril de 2019     | Santo Tirso - Mercado Nazareno                               | Hélder Reis e Catarina Camacho                                                                      |
| 20 de abril de 2019     | Pampilhosa da Serra                                          | Joana Teles, José Carlos Malato e Catarina Camacho                                                  |
| 27 de abril de 2019     | Óbidos - Festival Internacional de Chocolate                 | Hélder Reis, Joana Teles e Catarina Camacho                                                         |
| 4 de maio de 2019       | Lamego - Feiras Agrícola e de Santa Cruz                     | Hélder Reis, Joana Teles e Catarina Camacho                                                         |
| 11 de maio de 2019      | Seixal - Festival do Maio                                    | Hélder Reis, Joana Teles e Catarina Camacho                                                         |
| 18 de maio de 2019      | Cantanhede - Festa da Primavera                              | Hélder Reis, Joana Teles e Catarina Camacho                                                         |
| 26 de maio de 2019      | Matosinhos - Festas do Senhor de Matosinhos                  | Hélder Reis, Joana Teles e Catarina Camacho                                                         |
| 1 de junho de 2019      | Albergaria-a-Velha - Festival Pão de Portugal                | Hélder Reis, Joana Teles e Catarina Camacho                                                         |
| 7 de junho de 2019      | Peso da Régua - Cidade do Vinho                              | Hélder Reis, Joana Teles e Catarina Camacho                                                         |
| 15 de junho de 2019     | Proença-a-Nova - Feira da Tigelada e do Mel                  | Hélder Reis, Joana Teles e Catarina Camacho                                                         |
| 22 de junho de 2019     | São Pedro do Sul                                             | Hélder Reis, Joana Teles e Catarina Camacho                                                         |
| 30 de junho de 2019     | Tomar - Festa dos Tabuleiros                                 | Hélder Reis, Joana Teles e Catarina Camacho                                                         |
| 6 de julho de 2019      | Albufeira - Feira de Caça, Pesca, Turismo e Natureza         | Hélder Reis, Joana Teles e Catarina Camacho                                                         |
| 13 de julho de 2019     | Maia - Festas em Honra de Nossa Senhora do Bom Despacho      | Hélder Reis, Joana Teles e Catarina Camacho                                                         |
| 20 de julho de 2019     | Sertã - Festival de Gastronomia do Maranho                   | Hélder Reis, Joana Teles e Catarina Camacho                                                         |
| 27 de julho de 2019     | Redondo - Ruas Floridas                                      | Hélder Reis, Joana Teles e Catarina Camacho                                                         |
| 17 de agosto de 2019    | Messejana (Aljustrel) - Festas de Santa Maria                | Joana Teles, Tiago Góes Ferreira e Isabel Angelino                                                  |
| 24 de agosto de 2019    | Penafiel - Agrival                                           | Hélder Reis, Joana Teles e Catarina Camacho                                                         |
| 31 de agosto de 2019    | Montemor-o-Novo - Feira da Luz                               | Hélder Reis, Joana Teles e Catarina Camacho                                                         |
| 14 de setembro de 2019  | Porto de Mós - Festival Viver                                | Hélder Reis, Joana Teles e Catarina Camacho                                                         |
| 21 de setembro de 2019  | Celeirós (Sabrosa) - Lagarada Tradicional                    | Hélder Reis, Joana Teles e Catarina Camacho                                                         |
| 28 de setembro de 2019  | Valpaços - Festa do Vinho e das Vindimas                     | Joana Teles, José Carlos Malato e Catarina Camacho                                                  |
| 5 de outubro de 2019    | Favaios - Festa do Moscatel                                  | Hélder Reis, Joana Teles e Rita Belinha                                                             |
| 5 de outubro de 2019    | Setúbal - Festa do Moscatel                                  | Catarina Camacho                                                                                    |
| 12 de outubro de 2019   | Fafe - Festival Gastronómico da Vitela Assada à Moda de Fafe | Hélder Reis, Joana Teles e Catarina Camacho                                                         |
| 19 de outubro de 2019   | Armamar - Feira da Maçã                                      | Hélder Reis, Joana Teles e Catarina Camacho                                                         |
| 26 de outubro de 2019   | Vinhais - Festa da Castanha                                  | Hélder Reis, Isabel Angelino e Catarina Camacho                                                     |
| 2 de novembro de 2019   | Alvito - Feira dos Santos e dos Frutos Secos                 | Hélder Reis, Joana Teles e Catarina Camacho                                                         |
| 9 de novembro de 2019   | Borba - Festa da Vinha e do Vinho                            | Hélder Reis, Joana Teles e Catarina Camacho                                                         |
| 16 de novembro de 2019  | Santiago de Compostela                                       | Hélder Reis, Joana Teles, Lúcia Rodríguez, Xosé Manuel Piñeiro, Catarina Camacho e Arturo Fernández |
| 23 de novembro de 2019  | Gavião                                                       | Hélder Reis, Joana Teles e Catarina Camacho                                                         |
| 30 de novembro de 2019  | Bobadela (Oliveira do Hospital)                              | Hélder Reis, Joana Teles e Catarina Camacho                                                         |
| 7 de dezembro de 2019   | Óbidos - Vila Natal                                          | Hélder Reis, Joana Teles e Catarina Camacho                                                         |
| 14 de dezembro de 2019  | Sabugal - Sabugal Presépio – O Maior Presépio Natural        | Hélder Reis, Joana Teles e Catarina Camacho                                                         |
| 28 de dezembro de 2019  | Nazaré                                                       | Joana Teles, José Carlos Malato e Catarina Camacho                                                  |

## 2020
| 4 de janeiro de 2020                                                                     | Castelo de Paiva - Feira dos Reis          | Hélder Reis, Joana Teles e Catarina Camacho             |
| 11 de janeiro de 2020                                                                    | Aveiro - Festas de São Gonçalinho          | Hélder Reis, Joana Teles e Catarina Camacho             |
| 18 de janeiro de 2020                                                                    | Covilhã                                    | Hélder Reis, Joana Teles e Catarina Camacho             |
| 25 de janeiro de 2020                                                                    | Montalegre - Feira do Fumeiro              | Hélder Reis, Joana Teles e Catarina Camacho             |
| 1 de fevereiro de 2020                                                                   | Chaves - Feira dos Sabores                 | Isabel Angelino, José Carlos Malato e Catarina Camacho  |
| 8 de fevereiro de 2020                                                                   | Termas de Monfortinho                      | Hélder Reis, Joana Teles e Catarina Camacho             |
| 15 de fevereiro de 2020                                                                  | Vieira do Minho                            | Hélder Reis, Isabel Angelino e Catarina Camacho         |
| 22 de fevereiro de 2020                                                                  | Estarreja - Festa de Carnaval              | Hélder Reis, Joana Teles e Catarina Camacho             |
| 29 de fevereiro de 2020                                                                  | Vila Nova de Foz Côa                       | Hélder Reis, Joana Teles e Catarina Camacho             |
| 7 de março de 2020                                                                       | Monchique - Feira dos Enchidos             | Hélder Reis, Joana Teles e Catarina Camacho             |
| Interrupção Pandemia de COVID-19 (Exibição de compactos do programa no horário habitual) |                                            |                                                         |
| 5 de julho de 2020                                                                       | Melgaço                                    | Hélder Reis, Joana Teles e Catarina Camacho             |
| 19 de julho de 2020                                                                      | Alpiarça - Festival do Melão e da Melancia | Hélder Reis, Joana Teles e Catarina Camacho             |
| 26 de julho de 2020                                                                      | Ponte de Lima                              | Hélder Reis, Joana Teles e Catarina Camacho             |
| 2 de agosto de 2020                                                                      | Praia de Santa Cruz                        | Isabel Angelino, Tiago Góes Ferreira e Catarina Camacho |
| 9 de agosto de 2020                                                                      | Sesimbra                                   | Hélder Reis, Joana Teles e Catarina Camacho             |
| 12 de setembro de 2020                                                                   | Lagos                                      | Hélder Reis, Joana Teles e Catarina Camacho             |
| 19 de setembro de 2020                                                                   | Baião                                      | Hélder Reis, Joana Teles e Catarina Camacho             |
| 26 de setembro de 2020                                                                   | Fafe                                       | Hélder Reis, Joana Teles e Catarina Camacho             |
| 17 de outubro de 2020                                                                    | Vila Velha de Ródão                        | Vanessa Oliveira, José Carlos Malato e Joana Dias       |
| 24 de outubro de 2020                                                                    | Arcos de Valdevez                          | Vanessa Oliveira, José Carlos Malato e Catarina Camacho |
| 31 de outubro de 2020                                                                    | Sortelha                                   | Vanessa Oliveira, José Carlos Malato e Isabel Angelino  |
| 7 de novembro de 2020                                                                    | Valpaços                                   | Hélder Reis, Joana Teles e Catarina Camacho             |
| 14 de novembro de 2020                                                                   | Melgaço                                    | Hélder Reis, Joana Teles e Catarina Camacho             |
| 21 de novembro de 2020                                                                   | Marvão                                     | Vanessa Oliveira, José Carlos Malato e Joana Dias       |
| 28 de novembro de 2020                                                                   | Instalações RTP Porto                      | Vanessa Oliveira e José Carlos Malato                   |
| 28 de novembro de 2020                                                                   | Monção                                     | José Manuel Monteiro                                    |
| 28 de novembro de 2020                                                                   | Gavião                                     | Catarina Camacho                                        |
| 28 de novembro de 2020                                                                   | Vila Real de Santo António                 | Isabel Angelino                                         |
| 5 de dezembro de 2020                                                                    | Instalações RTP Porto                      | Hélder Reis e Joana Teles                               |
| 5 de dezembro de 2020                                                                    | Amarante                                   | Catarina Camacho                                        |
| 5 de dezembro de 2020                                                                    | Palmela                                    | Joana Dias                                              |
| 5 de dezembro de 2020                                                                    | Madeira                                    | Duarte Rebolo                                           |
| 12 de dezembro de 2020                                                                   | Instalações RTP Porto                      | Vanessa Oliveira e José Carlos Malato                   |
| 12 de dezembro de 2020                                                                   | Vila Real                                  | José Manuel Monteiro                                    |
| 12 de dezembro de 2020                                                                   | Fornos de Algodres                         | Catarina Camacho                                        |
| 12 de dezembro de 2020                                                                   | Reguengos de Monsaraz                      | Isabel Angelino                                         |
| 19 de dezembro de 2020                                                                   | Instalações RTP Porto                      | Hélder Reis e Joana Teles                               |
| 19 de dezembro de 2020                                                                   | Viana do Castelo                           | Catarina Camacho                                        |
| 19 de dezembro de 2020                                                                   | Óbidos                                     | Joana Dias                                              |
| 19 de dezembro de 2020                                                                   | Faial                                      | Graça Moniz                                             |
| 26 de dezembro de 2020                                                                   | Instalações RTP Porto                      | Hélder Reis e Joana Teles                               |
| 26 de dezembro de 2020                                                                   | Póvoa de Varzim                            | Catarina Camacho                                        |
| 26 de dezembro de 2020                                                                   | Sertã                                      | Isabel Angelino                                         |
| 26 de dezembro de 2020                                                                   | Madeira                                    | Duarte Rebolo                                           |

## 2021
| Data                    | Localidade                            | Apresentadores                                             | Repórteres de Exteriores                                                                                  |
| ----------------------- | ------------------------------------- | ---------------------------------------------------------- | --- |
| 9 de janeiro de 2021    | Instalações RTP Porto                 | Vanessa Oliveira e José Carlos Malato                      | Bragança: José Manuel Monteiro Monsanto: Catarina Camacho Terena: Joana Dias                              |
| 30 de janeiro de 2021   | Instalações RTP Porto                 | Joana Teles e Hélder Reis                                  | Alfândega da Fé: José Manuel Monteiro Coimbra: Catarina Camacho Oeiras: Isabel Angelino                   |
| 6 de fevereiro de 2021  | Instalações RTP Porto                 | Joana Teles e Hélder Reis                                  | Mealhada: Catarina Camacho Manteigas: José Manuel Monteiro Sintra: Joana Dias                             |
| 13 de fevereiro de 2021 | Instalações RTP Porto                 | Joana Teles e Hélder Reis                                  | Vinhais: José Manuel Monteiro Estarreja: Catarina Camacho Sesimbra: Isabel Angelino                       |
| 13 de março de 2021     | Vila Nova de Gaia (Serra do Pilar)    | Vanessa Oliveira e José Carlos Malato                      | Barcelos: José Manuel Monteiro Sernancelhe: Catarina Camacho Oeiras: Joana Dias                           |
| 20 de março de 2021     | Vila Nova de Gaia (Serra do Pilar)    | Joana Teles e Hélder Reis                                  | Ponte de Lima: José Manuel Monteiro Buçaco: Catarina Camacho São Bartolomeu de Messines: Isabel Angelino  |
| 27 de março de 2021     | Vila Nova de Gaia (Serra do Pilar)    | Vanessa Oliveira e José Carlos Malato                      | Sistelo: José Manuel Monteiro Piódão: Catarina Camacho Porto Côvo: Joana Dias                             |
| 3 de abril de 2021      | Vila Nova de Gaia (Mosteiro de Grijó) | Rita Belinha e Tiago Góes Ferreira                         | Lamego: José Manuel Monteiro Fátima: Catarina Camacho São Brás de Alportel: Isabel Angelino               |
| 10 de abril de 2021     | Montemor-o-Novo                       | Vanessa Oliveira e José Carlos Malato                      | Montemor-o-Novo: Joana Dias Monção: José Manuel Monteiro Nazaré: Isabel Angelino                          |
| 17 de abril de 2021     | Idanha-a-Nova                         | Joana Teles e Hélder Reis                                  | Idanha-a-Nova: Joana Dias Vila Real: José Manuel Monteiro Figueira da Foz: Catarina Camacho               |
| 24 de abril de 2021     | Belmonte                              | Vanessa Oliveira e José Carlos Malato                      | Belmonte: Catarina Camacho Esposende: José Manuel Monteiro Grândola: Isabel Angelino                      |
| 1 de maio de 2021       | Melgaço                               | Vanessa Oliveira e José Carlos Malato                      | Melgaço: José Manuel Monteiro Arouca: Catarina Camacho Setúbal: Isabel Angelino                           |
| 8 de maio de 2021       | Figueira de Castelo Rodrigo           | Inês Carranca e Tiago Góes Ferreira                        | Figueira de Castelo Rodrigo: Catarina Camacho Murça: José Manuel Monteiro Lisboa: Isabel Angelino         |
| 15 de maio de 2021      | Vizela                                | Hélder Reis e Joana Teles                                  | Vizela: José Manuel Monteiro Vila Viçosa: Joana Dias                                                      |
| 22 de maio de 2021      | Vieira do Minho                       | Hélder Reis e Vanessa Oliveira                             | Vieira do Minho: José Manuel Monteiro Ovar: Catarina Camacho Évora: Isabel Angelino                       |
| 29 de maio de 2021      | Póvoa de Lanhoso                      | Inês Carranca e Tiago Góes Ferreira                        | Póvoa de Lanhoso: José Manuel Monteiro Miranda do Corvo: Catarina Camacho Peniche: Joana Dias             |
| 5 de junho de 2021      | Gouveia                               | Hélder Reis e Vanessa Oliveira                             | Beiras e Serra da Estrela: Catarina Camacho, Joana Dias e José Manuel Monteiro                            |
| 12 de junho de 2021     | Estarreja                             | Vanessa Oliveira e José Carlos Malato                      | Estarreja: Catarina Camacho Vila Nova de Famalicão: José Manuel Monteiro Lisboa: Isabel Angelino          |
| 20 de junho de 2021     | São João da Madeira                   | Joana Teles e Hélder Reis                                  | São João da Madeira: Catarina Camacho Mesão Frio: José Manuel Monteiro Costa de Caparica: Isabel Angelino |
| 3 de julho de 2021      | Ponte de Lima                         | Joana Teles e Hélder Reis                                  | Ponte de Lima: José Manuel Monteiro Albergaria-a-Velha: Catarina Camacho Alcácer do Sal: Joana Dias       |
| 10 de julho de 2021     | Fafe                                  | Joana Teles e Hélder Reis                                  | Fafe: José Manuel Monteiro Caldas da Rainha: Catarina Camacho Arraiolos: Isabel Angelino                  |
| 17 de julho de 2021     | Sangalhos (Anadia)                    | Hélder Reis e Inês Carranca                                | Anadia: Joana Dias Vila Verde: José Manuel Monteiro Estremoz: Isabel Angelino                             |
| 24 de julho de 2021     | Castelo de Paiva                      | Hélder Reis e Catarina Camacho                             | Castelo de Paiva: José Manuel Monteiro Miranda do Corvo: Rita Belinha Torres Novas: Isabel Angelino       |
| 31 de julho de 2021     | Alpiarça                              | Joana Teles e Tiago Góes Ferreira                          | Alpiarça: Inês Carranca Arcos de Valdevez: José Manuel Monteiro Reguengos de Monsaraz: Isabel Angelino    |
| 21 de agosto de 2021    | Resende                               | Joana Teles e Hélder Reis                                  | Resende: José Manuel Monteiro Guarda: Rita Belinha Odemira: Isabel Angelino                               |
| 28 de agosto de 2021    | Murtosa                               | Joana Teles e Hélder Reis                                  | Murtosa: Catarina Camacho Celorico de Basto: José Manuel Monteiro Mafra: Idevor Mendonça                  |
| 11 de setembro de 2021  | Coruche                               | Joana Teles e Hélder Reis                                  | Coruche: Joana Dias Marco de Canaveses: José Manuel Monteiro Vouzela: Rita Belinha                        |
| 18 de setembro de 2021  | Baião                                 | Hélder Reis e Inês Carranca                                | Baião: José Manuel Monteiro Cascais: Joana Dias Mourão: Isabel Angelino                                   |
| 2 de outubro de 2021    | Seixal                                | Inês Carranca e Tiago Góes Ferreira                        | Seixal: Isabel Angelino Vila do Conde: José Manuel Monteiro Montemor-o-Velho: Rita Belinha                |
| 9 de outubro de 2021    | Vila Nova de Poiares                  | Joana Teles, Hélder Reis e Isabel Angelino                 | Vila Nova de Poiares: José Manuel Monteiro                                                                |
| 16 de outubro de 2021   | Paredes                               | Vanessa Oliveira e José Carlos Malato                      | Paredes: José Manuel Monteiro Condeixa-a-Nova: Rita Belinha Serpa: Joana Dias                             |
| 23 de outubro de 2021   | Abrantes                              | Joana Teles, Hélder Reis e Joana Dias                      | Abrantes: Isabel Angelino                                                                                 |
| 30 de outubro de 2021   | Sernancelhe                           | Hélder Reis, Vanessa Oliveira e Rita Belinha               | Sernancelhe: José Manuel Monteiro                                                                         |
| 6 de novembro de 2021   | Vinhais                               | Joana Teles, Hélder Reis e Isabel Angelino                 | Vinhais: José Manuel Monteiro                                                                             |
| 13 de novembro de 2021  | Penafiel                              | Inês Carranca, Tiago Góes Ferreira e Rita Belinha          | Penafiel: José Manuel Monteiro                                                                            |
| 20 de novembro de 2021  | Pinhel                                | Vanessa Oliveira, José Carlos Malato e Isabel Angelino     | Pinhel: José Manuel Monteiro                                                                              |
| 27 de novembro de 2021  | Portel                                | Vanessa Oliveira, José Carlos Malato e Tiago Góes Ferreira | Portel: Isabel Angelino                                                                                   |
| 4 de dezembro de 2021   | Montemor-o-Velho                      | Joana Teles, Hélder Reis e Isabel Angelino                 | Montemor-o-Velho: José Manuel Monteiro                                                                    |
| 11 de dezembro de 2021  | Barcelos                              | Vanessa Oliveira, José Carlos Malato e Rita Belinha        | Barcelos: José Manuel Monteiro                                                                            |

## 2022
| Data                   | Localidade e Feira/Festa                                      | Equipa |
| ---------------------- | ------------------------------------------------------------- | --- |
| 5 de março de 2022     | Vila Nova de Foz Côa - Festa das Amendoeiras em Flor          | Apresentadores: Hélder Reis e Joana Teles Repórteres: Rita Belinha e Tiago Góes Ferreira Repórter de Exteriores: José Manuel Monteiro |
| 12 de março de 2022    | Vila Nova de Paiva - 10.ª Feira do Fumeiro do Demo            | Apresentadores: Vanessa Oliveira e José Carlos Malato Repórteres: Isabel Angelino e Tiago Góes Ferreira Repórter de Exteriores: José Manuel Monteiro                                                                                       |
| 19 de março de 2022    | Vizela - Feira do Bolinhol                                    | Apresentadores: Hélder Reis e Vanessa Oliveira Repórteres: Isabel Angelino e José Manuel Monteiro Repórter de Exteriores: Rita Belinha |
| 26 de março de 2022    | Óbidos - Festival Internacional do Chocolate                  | Apresentadores: Joana Teles e José Carlos Malato Repórteres: Isabel Angelino e Idevor Mendonça Repórter de Exteriores: Inês Carranca |
| 2 de abril de 2022     | Coruche - Festival Internacional de Balonismo                 | Apresentadores: Vanessa Oliveira e José Carlos Malato Repórteres: Isabel Angelino e Tiago Góes Ferreira Repórter de Exteriores: José Manuel Monteiro                                                                                       |
| 9 de abril de 2022     | Aveiro - Feira de Março                                       | Apresentadores: Hélder Reis e Joana Teles Repórteres: Rita Belinha e Idevor Mendonça Repórter de Exteriores: José Manuel Monteiro |
| 16 de abril de 2022    | Castelo de Vide - Tradições de Páscoa                         | Apresentadores: Hélder Reis e Joana Teles Repórteres: Isabel Angelino e Inês Carranca Repórter de Exteriores: Tiago Góes Ferreira |
| 23 de abril de 2022    | Viana do Alentejo - Romaria a Cavalo                          | Apresentadores: Hélder Reis e Joana Teles Repórteres: Isabel Angelino e Tiago Góes Ferreira Repórter de Exteriores: Inês Carranca |
| 30 de abril de 2022    | Barcelos - Festa das Cruzes                                   | Apresentadores: Vanessa Oliveira e José Carlos Malato Repórteres: Rita Belinha e Idevor Mendonça Repórter de Exteriores: José Manuel Monteiro                                                                                              |
| 7 de maio de 2022      | Alfândega da Fé - Festa da Cereja                             | Apresentadores: Hélder Reis e Joana Teles Repórteres: Tiago Góes Ferreira e José Manuel Monteiro Repórter de Exteriores: José Manuel Monteiro                                                                                              |
| 14 de maio de 2022     | Senhora da Hora - Festa da Nossa Senhora da Boa Hora          | Apresentadores: Hélder Reis e Joana Teles Repórteres: Isabel Angelino e Idevor Mendonça Repórter de Exteriores: José Manuel Monteiro |
| 21 de maio de 2022     | Benavente - Festival do Arroz Carolino                        | Apresentadores: Vanessa Oliveira e José Carlos Malato Repórteres: Isabel Angelino e Idevor Mendonça Repórter de Exteriores: Inês Carranca                                                                                                  |
| 28 de maio de 2022     | Resende - 20° Festival da Cereja                              | Apresentadores: Hélder Reis e Joana Teles Repórteres: Rita Belinha e Tiago Góes Ferreira Repórter de Exteriores: José Manuel Monteiro |
| 4 de junho de 2022     | Gavião - Festa de Saberes e Sabores                           | Apresentadores: Hélder Reis e Joana Teles Repórteres: Isabel Angelino e José Manuel Monteiro Repórter de Exteriores: Tiago Góes Ferreira                                                                                                   |
| 18 de junho de 2022    | Vila Nova de Gaia - Sem Fronteiras                            | Apresentadores RTP: Hélder Reis, Joana Teles e Rita Belinha Repórter de Exteriores RTP: Hélder Reis Apresentadores TV Galiza: Noelia Rey, Arturo Fernandez e Esther Estévez Repórter de Exteriores TV Galiza: Teresa Abuín                 |
| 2 de julho de 2022     | Sanxenxo - Sem Fronteiras                                     | Apresentadores RTP: Hélder Reis, Joana Teles e Isabel Angelino Repórter de Exteriores RTP: José Manuel Monteiro Apresentadores TV Galiza: Noelia Rey, Arturo Fernandez e Esther Estévez Repórter de Exteriores TV Galiza: Amanda Fernández |
| 16 de julho de 2022    | Paços de Ferreira - Feira Medieval                            | Apresentadores: Hélder Reis e Joana Teles Repórteres: Idevor Mendonça e Rita Belinha (manhã) Repórter de Exteriores: José Manuel Monteiro                                                                                                  |
| 23 de julho de 2022    | Mira - Festas de São Tomé                                     | Apresentadores: Vanessa Oliveira e José Carlos Malato Repórteres: Isabel Angelino e José Manuel Monteiro Repórter de Exteriores: Rita Belinha                                                                                              |
| 3 de setembro de 2022  | Praia da Torreira (Murtosa) - Romaria de São Paio da Torreira | Apresentadores: Joana Teles e José Carlos Malato Repórteres: Isabel Angelino e José Manuel Monteiro Repórter de Exteriores: José Manuel Monteiro                                                                                           |
| 4 de setembro de 2022  | Praia da Torreira (Murtosa) - Romaria de São Paio da Torreira | Apresentadores: Joana Teles e José Carlos Malato Repórteres: José Manuel Monteiro e Rita Belinha |
| 10 de setembro de 2022 | Guarda - Feira Franca                                         | Apresentadores: Hélder Reis e Joana Teles Repórter: Inês Carranca Repórter de Exteriores: José Manuel Monteiro |
| 11 de setembro de 2022 | Mouçós (Vila Real) - Romaria de Nossa Senhora da Pena         | Apresentadores: Isabel Angelino e José Carlos Malato Repórter: Rita Belinha Repórteres de Exteriores: José Manuel Monteiro e Rita Belinha                                                                                                  |
| 17 de setembro de 2022 | Viseu - Feira de São Mateus                                   | Apresentadores: Vanessa Oliveira e José Carlos Malato Repórteres: Inês Carranca e Idevor Mendonça Repórter de Exteriores: José Manuel Monteiro                                                                                             |
| 18 de setembro de 2022 | Viseu - Feira de São Mateus                                   | Apresentadores: Vanessa Oliveira e José Carlos Malato Repórteres: Rita Belinha e Tiago Góes Ferreira |
| 25 de setembro de 2022 | Pombal - 27.ª Feira Nacional de Artesanato e Tasquinhas       | Apresentadores: Hélder Reis e Joana Teles Repórteres: Isabel Angelino e Tiago Góes Ferreira Repórter de Exteriores: José Manuel Monteiro                                                                                                   |
| 1 de outubro de 2022   | Torres Novas - 35.ª Feira Nacional dos Frutos Secos           | Apresentadores: Vanessa Oliveira e José Carlos Malato Repórteres: Isabel Angelino e Tiago Góes Ferreira Repórter de Exteriores: Idevor Mendonça                                                                                            |
| 2 de outubro de 2022   | Penafiel - Festa da Sopa Seca                                 | Apresentadores: Hélder Reis e Vanessa Oliveira Repórteres: Rita Belinha e Tiago Góes Ferreira Repórter de Exteriores: José Manuel Monteiro                                                                                                 |
| 8 de outubro de 2022   | Vila Franca de Xira - Feira Anual de Outubro                  | Apresentadores: Vanessa Oliveira e José Carlos Malato Repórteres: Idevor Mendonça e Isabel Angelino Repórter de Exteriores: Serenella Andrade                                                                                              |
| 9 de outubro de 2022   | Vila Franca de Xira - Feira Anual de Outubro                  | Apresentadores: Vanessa Oliveira e José Carlos Malato Repórteres: Idevor Mendonça e Isabel Angelino Repórter de Exteriores: Serenella Andrade                                                                                              |
| 15 de outubro de 2022  | Cadaval - Festa das Adiafas                                   | Apresentadores: Vanessa Oliveira e José Carlos Malato Repórteres: Isabel Angelino e Idevor Mendonça Repórter de Exteriores: Tiago Góes Ferreira                                                                                            |
| 16 de outubro de 2022  | Quinta da Malafaia (Esposende)                                | Apresentadores: Hélder Reis e Joana Teles Repórteres: José Manuel Monteiro (Esposende) e Inês Carranca (Anadia) |
| 22 de outubro de 2022  | Abrantes - Feira Nacional de Doçaria Tradicional              | Apresentadores: Hélder Reis e Joana Teles Repórteres: Inês Carranca e Idevor Mendonça Repórter de Exteriores: José Manuel Monteiro |
| 23 de outubro de 2022  | Santarém - Festival de Gastronomia                            | Apresentadores: Vanessa Oliveira e José Carlos Malato Repórteres: Isabel Angelino e Tiago Góes Ferreira Repórter de Exteriores: Serenella Andrade                                                                                          |
| 29 de outubro de 2022  | Chaves - Feira dos Santos                                     | Apresentadores: Hélder Reis e Joana Teles Repórteres: Inês Carranca e José Manuel Monteiro Repórter de Exteriores: José Manuel Monteiro |
| 30 de outubro de 2022  | Ourém - Feira Nova de Santa Iria                              | Apresentadores: Vanessa Oliveira e José Carlos Malato Repórteres: Isabel Angelino e Idevor Mendonça Repórter de Exteriores: Tiago Góes Ferreira                                                                                            |
| 5 de novembro de 2022  | Torres Vedras - Festas de Torres Vedras                       | Apresentadores: Vanessa Oliveira e José Carlos Malato Repórteres: Serenella Andrade e Idevor Mendonça |
| 6 de novembro de 2022  | Carrazedo de Montenegro - 25.ª Feira da Castanha Judia        | Apresentadores: Hélder Reis e Joana Teles Repórteres: Isabel Angelino e Tiago Góes Ferreira Repórter de Exteriores: José Manuel Monteiro                                                                                                   |
| 12 de novembro de 2022 | Paços de Ferreira - Feira de São Martinho                     | Apresentadores: Hélder Reis e Joana Teles Repórteres: José Manuel Monteiro e Tiago Góes Ferreira |
| 13 de novembro de 2022 | Penacova - Feira Sabores da Terra                             | Apresentadores: Isabel Angelino e José Carlos Malato Repórteres: Inês Carranca e Idevor Mendonça Repórter de Exteriores: José Manuel Monteiro                                                                                              |
| 19 de novembro de 2022 | Lousã - Feira do Mel e da Castanha                            | Apresentadores: Hélder Reis e Joana Teles Repórteres: Isabel Angelino e Tiago Góes Ferreira Repórter de Exteriores: José Manuel Monteiro                                                                                                   |
| 4 de dezembro de 2022  | Óbidos - Vila Natal                                           | Apresentadores: Vanessa Oliveira e José Carlos Malato Repórteres: Isabel Angelino e Tiago Góes Ferreira |
| 10 de dezembro de 2022 | Braga - Braga é Natal                                         | Apresentadores: Hélder Reis e Joana Teles Repórteres: José Manuel Monteiro e Lara Lopes |

## 2023
| Data                    | Localidade e Feira/Festa                                                       | Equipa |
| ----------------------- | ------------------------------------------------------------------------------ | --- |
| 7 de janeiro de 2023    | Aveiro - Festas em Honra de São Gonçalinho                                     | Apresentadores: Vanessa Oliveira e José Carlos Malato Repórteres: Isabel Angelino e José Manuel Monteiro Repórter de Exteriores: Lara Lopes                                     |
| 14 de janeiro de 2023   | Boticas - Feira Gastronómica do Porco                                          | Apresentadores: Hélder Reis e Joana Teles Repórteres: Idevor Mendonça e Lara Lopes Repórter de Exteriores: José Manuel Monteiro                                                 |
| 21 de janeiro de 2023   | Montalegre - Feira do Fumeiro                                                  | Apresentadores: Hélder Reis e Joana Teles Repórteres: Tiago Góes Ferreira e José Manuel Monteiro Repórter de Exteriores: Lara Lopes                                             |
| 22 de janeiro de 2023   | Montalegre - Feira do Fumeiro                                                  | Apresentadores: Hélder Reis e Joana Teles Repórteres: Tiago Góes Ferreira e José Manuel Monteiro Repórter de Exteriores: Lara Lopes                                             |
| 28 de janeiro de 2023   | Viana do Castelo (Santoinho) - Festa Minhota / Arraial Minhoto                 | Apresentadores: Hélder Reis e Joana Teles Repórteres: Isabel Angelino e José Manuel Monteiro Repórter de Exteriores: Lara Lopes                                                 |
| 4 de fevereiro de 2023  | Valpaços (São João da Corveira) - Feira de São Brás                            | Apresentadores: Hélder Reis e Vanessa Oliveira Repórteres: Isabel Angelino e José Manuel Monteiro Repórter de Exteriores: Lara Lopes                                            |
| 11 de fevereiro de 2023 | Vieira do Minho - Feira do Fumeiro                                             | Apresentadores: Hélder Reis e Joana Teles Repórteres: Idevor Mendonça e Lara Lopes Repórter de Exteriores: José Manuel Monteiro                                                 |
| 12 de fevereiro de 2023 | Vieira do Minho - Feira do Fumeiro                                             | Apresentadores: Hélder Reis e Joana Teles Repórteres: Idevor Mendonça e Lara Lopes Repórter de Exteriores: José Manuel Monteiro                                                 |
| 18 de fevereiro de 2023 | Loulé - Festa de Carnaval                                                      | Apresentadores: Vanessa Oliveira e José Carlos Malato Repórteres: Isabel Angelino e Tiago Góes Ferreira                                                                         |
| 25 de fevereiro de 2023 | Serpa - Feira do Queijo do Alentejo                                            | Apresentadores: Vanessa Oliveira e José Pedro Vasconcelos Repórter: Isabel Angelino Repórter de Exteriores: Inês Carranca                                                       |
| 26 de fevereiro de 2023 | Figueira de Castelo Rodrigo - Festa da Amendoeira em Flor                      | Apresentadores: Hélder Reis e Joana Teles Repórteres: José Manuel Monteiro e Lara Lopes Repórter de Exteriores: Lara Lopes                                                      |
| 4 de março de 2023      | Tábua - Tábua de Queijos e Sabores da Beira                                    | Apresentadores: Vanessa Oliveira e José Pedro Vasconcelos Repórteres: Isabel Angelino e Inês Carranca Repórter de Exteriores: Serenella Andrade                                 |
| 5 de março de 2023      | Valença (São Pedro da Torre) - Festival Gastronómico Novos Sabores da Lampreia | Apresentadores: Hélder Reis e Joana Teles Repórter: Lara Lopes Repórter de Exteriores: José Manuel Monteiro                                                                     |
| 11 de março de 2023     | Montemor-o-Velho - Festival do Arroz e da Lampreia                             | Apresentadores: Vanessa Oliveira e José Carlos Malato Repórter: Isabel Angelino Repórteres de Exteriores: Inês Carranca e Tiago Góes Ferreira                                   |
| 12 de março de 2023     | Touro (Vila Nova de Paiva) - Feira do Fumeiro do Demo                          | Apresentadores: Hélder Reis e Joana Teles Repórter: José Manuel Monteiro Repórter de Exteriores: Lara Lopes                                                                     |
| 18 de março de 2023     | Celorico de Basto - Festa Internacional das Camélias                           | Apresentadores: Hélder Reis e Joana Teles Repórter: Lara Lopes Repórter de Exteriores: José Manuel Monteiro                                                                     |
| 19 de março de 2023     | Óbidos - Festival Internacional de Chocolate                                   | Apresentadores: Vanessa Oliveira e José Carlos Malato Repórter: Inês Carranca Repórter de Exteriores: Serenella Andrade                                                         |
| 26 de março de 2023     | Rio Maior - Feira das Tasquinhas                                               | Apresentadores: Vanessa Oliveira e José Carlos Malato Repórter: José Manuel Monteiro Repórter de Exteriores: Lara Lopes                                                         |
| 2 de abril de 2023      | Valpaços - Feira do Folar                                                      | Apresentadores: Hélder Reis e Joana Teles Repórter: Lara Lopes Repórter de Exteriores: José Manuel Monteiro                                                                     |
| 16 de abril de 2023     | Aveiro - Feira de Março                                                        | Apresentadores: Joana Teles e José Carlos Malato Repórter: Lara Lopes Repórteres de Exteriores: José Manuel Monteiro e Lara Lopes                                               |
| 23 de abril de 2023     | Resende - Festa das Cavacas                                                    | Apresentadores: Hélder Reis e Vanessa Oliveira Repórter: José Manuel Monteiro Repórter de Exteriores: Lara Lopes                                                                |
| 1 de maio de 2023       | Barcelos - Festa das Cruzes (Sem Fronteiras)                                   | Apresentadores RTP: Joana Teles e José Carlos Malato Repórter RTP: José Manuel Monteiro Apresentadores TV Galiza: Marcial Mouzo e Roberto Vilar Repórter TV Galiza: Alba Macedo |
| 7 de maio de 2023       | Peso da Régua - Love Tiles Grandfondo                                          | Apresentadores: Hélder Reis e Vanessa Oliveira Repórter: Lara Lopes Repórter de Exteriores: José Manuel Monteiro                                                                |
| 14 de maio de 2023      | Vila Franca (Viana do Castelo) - Festa das Rosas                               | Apresentadores: Hélder Reis e Joana Teles Repórter: José Manuel Monteiro Repórter de Exteriores: Lara Lopes                                                                     |
| 21 de maio de 2023      | Oliveira de Azeméis - Mercado à Moda Antiga                                    | Apresentadores: Vanessa Oliveira e José Carlos Malato Repórter: Lara Lopes Repórter de Exteriores: José Manuel Monteiro                                                         |
| 28 de maio de 2023      | Quinta da Malafaia (Esposende)                                                 | Apresentadores: Hélder Reis e Joana Teles Repórter: José Manuel Monteiro Repórter de Exteriores:                                                                                |
| 11 de junho de 2023     | Amares - Festas Antoninas d'Amares                                             | Apresentadores: Inês Carranca e José Pedro Vasconcelos Repórter: Lara Lopes Repórter de Exteriores: José Manuel Monteiro Paris: Hélder Reis                                     |
| 18 de junho de 2023     | Vila do Conde - Festas de São João                                             | Apresentadores: Hélder Reis e Inês Carranca Repórter: José Manuel Monteiro Beja: Tiago Góes Ferreira                                                                            |
| 25 de junho de 2023     | Póvoa de Varzim - Festas de São Pedro                                          | Apresentadores: Hélder Reis e Vanessa Oliveira Repórter: Lara Lopes Repórter de Exteriores: José Manuel Monteiro                                                                |
| 2 de julho de 2023      | Tomar - Festa dos Tabuleiros                                                   | Apresentadores: Hélder Reis e Joana Teles Repórter: José Manuel Monteiro Repórter de Exteriores: Lara Lopes                                                                     |
| 16 de julho de 2023     | Paços de Ferreira - Feira Medieval                                             | Apresentadores: Joana Teles e José Carlos Malato Repórter: José Manuel Monteiro Repórter de Exteriores: José Manuel Monteiro                                                    |
| 23 de julho de 2023     | Águeda - AgitÁgueda                                                            | Apresentadores: Vanessa Oliveira e José Carlos Malato Repórter: Rita Belinha Repórter de Exteriores: José Manuel Monteiro                                                       |
| 3 de setembro de 2023   | São João da Pesqueira - Festa Pombalina                                        | Apresentadores: Hélder Reis e Isabel Angelino Repórter de Exteriores: José Manuel Monteiro                                                                                      |
| 10 de setembro de 2023  | Mouçós (Vila Real) - Romaria de Nossa Senhora da Pena                          | Apresentadores: Joana Teles e José Carlos Malato Repórter: Rita Belinha Repórter de Exteriores: José Manuel Monteiro                                                            |
| 17 de setembro de 2023  | Espinho - Festas de Nossa Senhora d'Ajuda                                      | Apresentadores: Hélder Reis e Joana Teles Repórter: José Manuel Monteiro Repórter de Exteriores: Rita Belinha                                                                   |
| 24 de setembro de 2023  | Pombal - 28.ª Feira Nacional de Artesanato e Tasquinhas                        | Apresentadores: Vanessa Oliveira e José Carlos Malato Repórter: Tiago Góes Ferreira Repórter de Exteriores: José Manuel Monteiro                                                |
| 1 de outubro de 2023    | Canas de Senhorim - Feira Medieval                                             | Apresentadores: Hélder Reis e Vanessa Oliveira Repórter: Rita Belinha Repórter de Exteriores: José Manuel Monteiro                                                              |
| 8 de outubro de 2023    | Torres Novas - Feira Nacional dos Frutos Secos                                 | Apresentadores: Joana Teles e José Carlos Malato Repórter: Lara Lopes Repórter de Exteriores: José Manuel Monteiro                                                              |
| 15 de outubro de 2023   | Armamar - Feira da Maçã                                                        | Apresentadores: Hélder Reis e Joana Teles Repórter: José Manuel Monteiro Repórter de Exteriores:                                                                                |
| 22 de outubro de 2023   | Celorico da Beira (Carrapichana) - Festival do Borrego                         | Apresentadores: Vanessa Oliveira e José Carlos Malato Repórter: Lara Lopes Repórter de Exteriores: José Manuel Monteiro                                                         |
| 29 de outubro de 2023   | Chaves - Feira dos Santos                                                      | Apresentadores: Hélder Reis e Joana Teles Repórter: José Manuel Monteiro Repórter de Exteriores: Lara Lopes                                                                     |
| 5 de novembro de 2023   | Santarém - Festival Nacional de Gastronomia                                    | Apresentadores: Vanessa Oliveira e José Carlos Malato Repórter: José Manuel Monteiro Repórter de Exteriores: Lara Lopes                                                         |
| 12 de novembro de 2023  | Carrazedo de Montenegro - Feira da Castanha Judia                              | Apresentadores: Hélder Reis e Joana Teles Repórter: Lara Lopes Repórter de Exteriores: José Manuel Monteiro                                                                     |
| 19 de novembro de 2023  | Penafiel - Feira de São Martinho                                               | Apresentadores: Isabel Angelino e José Carlos Malato Repórter: Lara Lopes Repórter de Exteriores: José Manuel Monteiro                                                          |
| 3 de dezembro de 2023   | Óbidos - Vila Natal                                                            | Apresentadores: Hélder Reis e Joana Teles Repórter: Lara Lopes |
| 10 de dezembro de 2023  | Quinta da Malafaia (Esposende) - Arraial Minhoto                               | Apresentadores: Vanessa Oliveira e José Carlos Malato Repórter: José Manuel Monteiro                                                                                            |
| 17 de dezembro de 2023  | Sabugal - Maior Presépio Natural                                               | Apresentadores: Hélder Reis e Joana Teles Repórter: Lara Lopes |

## 2024
| Data                            | Localidade e Feira/Festa                                                     | Equipa |
| ------------------------------- | ---------------------------------------------------------------------------- | --- |
| 14 de janeiro de 2024           | Boticas - Feira Gastronómica do Porco                                        | Apresentadores: Vanessa Oliveira e José Carlos Malato Repórter: Lara Lopes Repórter de Exteriores: José Manuel Monteiro |
| 21 de janeiro de 2024           | Montalegre - Feira do Fumeiro                                                | Apresentadores: Hélder Reis e Joana Teles Repórter: José Manuel Monteiro |
| 28 de janeiro de 2024           | Quinta da Malafaia (Esposende) - Tradições de Inverno                        | Apresentadores: Hélder Reis e Joana Teles Repórter: Lara Lopes |
| 4 de fevereiro de 2024          | Vieira do Minho - Feira do Fumeiro                                           | Apresentadores: Hélder Reis e Joana Teles Repórter: José Manuel Monteiro |
| 11 de fevereiro de 2024         | Loulé - Festa de Carnaval                                                    | Apresentadores: Vanessa Oliveira e José Carlos Malato Repórter: Lara Lopes |
| 3 de março de 2024              | Esposende (Quinta da Malafaia) - Março com Sabores do Mar                    | Apresentadores: Hélder Reis e Joana Teles Repórter: Lara Lopes |
| 17 de março de 2024             | Vizela - Feira do Bolinhol                                                   | Apresentadores: Vanessa Oliveira e José Carlos Malato Repórter: José Manuel Monteiro |
| 24 de março de 2024             | Valpaços - Feira do Folar                                                    | Apresentadores: Hélder Reis e Joana Teles Repórter: José Manuel Monteiro |
| 7 de abril de 2024              | Aveiro - Feira de Março                                                      | Apresentadores: Vanessa Oliveira e José Carlos Malato Repórter: Lara Lopes Repórter de Exteriores: José Manuel Monteiro |
| 14 de abril de 2024             | Vila Nova de Gaia - "Porto Gaia Granfondo"                                   | Apresentadores: Hélder Reis e Joana Teles Repórter: José Manuel Monteiro |
| 1 de maio de 2024               | Barcelos - Festa das Cruzes                                                  | Apresentadores: Vanessa Oliveira e José Carlos Malato Repórter: Lara Lopes |
| 12 de maio de 2024              | Matosinhos - Festas do Senhor de Matosinhos                                  | Apresentadores: Hélder Reis e Joana Teles Repórter: José Manuel Monteiro |
| 19 de maio de 2024              | Oliveira de Azeméis - Mercado à Moda Antiga                                  | Apresentadores: Vanessa Oliveira e José Carlos Malato Repórter: José Manuel Monteiro |
| 2 de junho de 2024              | Albergaria-a-Velha - Festival Pão de Portugal                                | Apresentadores: Hélder Reis e Joana Teles Repórter: Rita Belinha |
| 16 de junho de 2024             | Vila do Conde - Festa de São João                                            | Apresentadores: Hélder Reis e Joana Teles Repórter: Lara Lopes |
| 23 de junho de 2024             | Porto e Vila Nova de Gaia (Mosteiro da Serra do Pilar) - Especial São João   | Apresentadores: Vanessa Oliveira e José Carlos Malato Repórteres: José Manuel Monteiro e Lara Lopes |
| 7 de julho de 2024              | A Guarda (Galiza) - Festival da Lagosta e da Cozinha do Mar (Sem Fronteiras) | Apresentadores RTP: Hélder Reis e Joana Teles Repórter RTP: Lara Lopes Repórter de Exteriores RTP: José Manuel Monteiro Apresentadores TV Galiza: Rocío Delgado e Adrian Diaz Repórter TV Galiza: Óscar Cruz Repórteres de Exteriores TV Galiza: Uxía Ramos e Paco Cobas |
| 18 de agosto de 2024            | Ourém - 2.ª Etapa da Volta a Espanha                                         | Apresentadores: Hélder Reis e Joana Teles Repórter: Lara Lopes |
| 1 de setembro de 2024           | São João da Pesqueira - Festa Pombalina                                      | Apresentadores: Joana Teles e José Carlos Malato Repórter: José Manuel Monteiro |
| 8 de setembro de 2024           | Mouçós (Vila Real) - Romaria de Nossa Senhora da Pena                        | Apresentadores: Hélder Reis e Joana Teles Repórter: José Manuel Monteiro |
| 15 de setembro de 2024          | Portalegre - Feira das Cebolas                                               | Apresentadores: Vanessa Oliveira e José Carlos Malato Repórter: Lara Lopes |
| 29 de setembro de 2024          | Pombal - Feira Nacional de Artesanato e Tasquinhas                           | Apresentadores: Hélder Reis e Vanessa Oliveira Repórter: José Manuel Monteiro |
| 13 de outubro de 2024 (gravado) | Quinta de Santoinho (Viana do Castelo) - Festa Minhota                       | Apresentadores: Vanessa Oliveira e José Carlos Malato Repórter: Lara Lopes |
| 20 de outubro de 2024           | Cadaval - Festa das Adiafas                                                  | Apresentadores: Vanessa Oliveira e José Carlos Malato Repórter: Lara Lopes |
| 27 de outubro de 2024           | Vinhais - Festa da Castanha                                                  | Apresentadores: Hélder Reis e Vanessa Oliveira Repórter: José Manuel Monteiro |
| 3 de novembro de 2024           | Mangualde - Feira dos Santos                                                 | Apresentadores: Rita Belinha e Tiago Góes Ferreira Repórter: Lara Lopes |
| 10 de novembro de 2024          | Carrazedo de Montenegro - Feira da Castanheira Judia                         | Apresentadores: Hélder Reis e Vanessa Oliveira Repórter: José Manuel Monteiro |